# Heinrich Amsinck (Architekt)
Heinrich Amsinck (* 18. Mai 1892 in Hamburg; † 19. November 1968 ebenda) war ein deutscher Architekt und Polospieler. Als Mitglied der deutschen Poloauswahl nahm er an den Olympischen Sommerspielen 1936 in Berlin teil. 

## Leben
Heinrich Amsinck stammte aus der seit dem 16. Jahrhundert in Hamburg ansässigen Kaufmannsfamilie Amsinck. Sein Großvater Heinrich Amsinck war Reeder, sein Vater war kurz vor seiner Geburt verstorben. Seine Mutter Margarethe Schroeder heiratete 1896 in zweiter Ehe den Arzt und Röntgenologe Heinrich Albers-Schönberg. 
Heinrich Amsinck besuchte das Wilhelm-Gymnasium, wo er zu Michaelis 1910 das Reifezeugnis erhielt. Anschließend studierte er in Genf, wo er zeitweise auch das Konservatorium besuchte, und an der Technischen Hochschule Charlottenburg. 1914 unterbrach er sein Studium, um als Freiwilliger am Ersten Weltkrieg teilzunehmen. Sein Studium setzte er 1919 in Dresden fort, wo er 1921 bei Martin Dülfer seine Diplom-Hauptprüfung ablegte.
Nach dem Studienabschluss arbeitete Amsinck einige Jahre im Architekturbüro von Otto Schubert in Dresden, bevor er 1924 nach Hamburg zurückkehrte. Dort schloss er sich dem Büro Bensel & Kamps an und machte sich bald einen Namen als Architekt des Neuen Bauens, z. B. durch das Clubhaus des Hamburger Polo Clubs (1928), aber auch den Bau repräsentativer Wohn- und Landhäuser. Zu seinen Kunden gehörten u. a. Kurt Sieveking und der Zigarettenfabrikant Hermann F. Reemtsma.
1936 gehörte er zu der vom Hamburger Polo Club gestellten deutschen Poloauswahl, die an den Sommerspielen in Berlin teilnahm, dort jedoch nur den letzten Platz belegte.
Am Zweiten Weltkrieg nahm Amsinck wiederum als Freiwilliger teil. Nach dem Krieg gründete er 1948 eine neue Bürogemeinschaft und widmete sich neben dem Wiederaufbau kriegszerstörter Bauten vor allem dem Bau von Einfamilienhäusern. 
1964 erlitt Amsinck einen Schlaganfall, der ihn fortan ans Bett fesselte. Er wurde auf dem Nienstedtener Friedhof beerdigt.

## Bauten

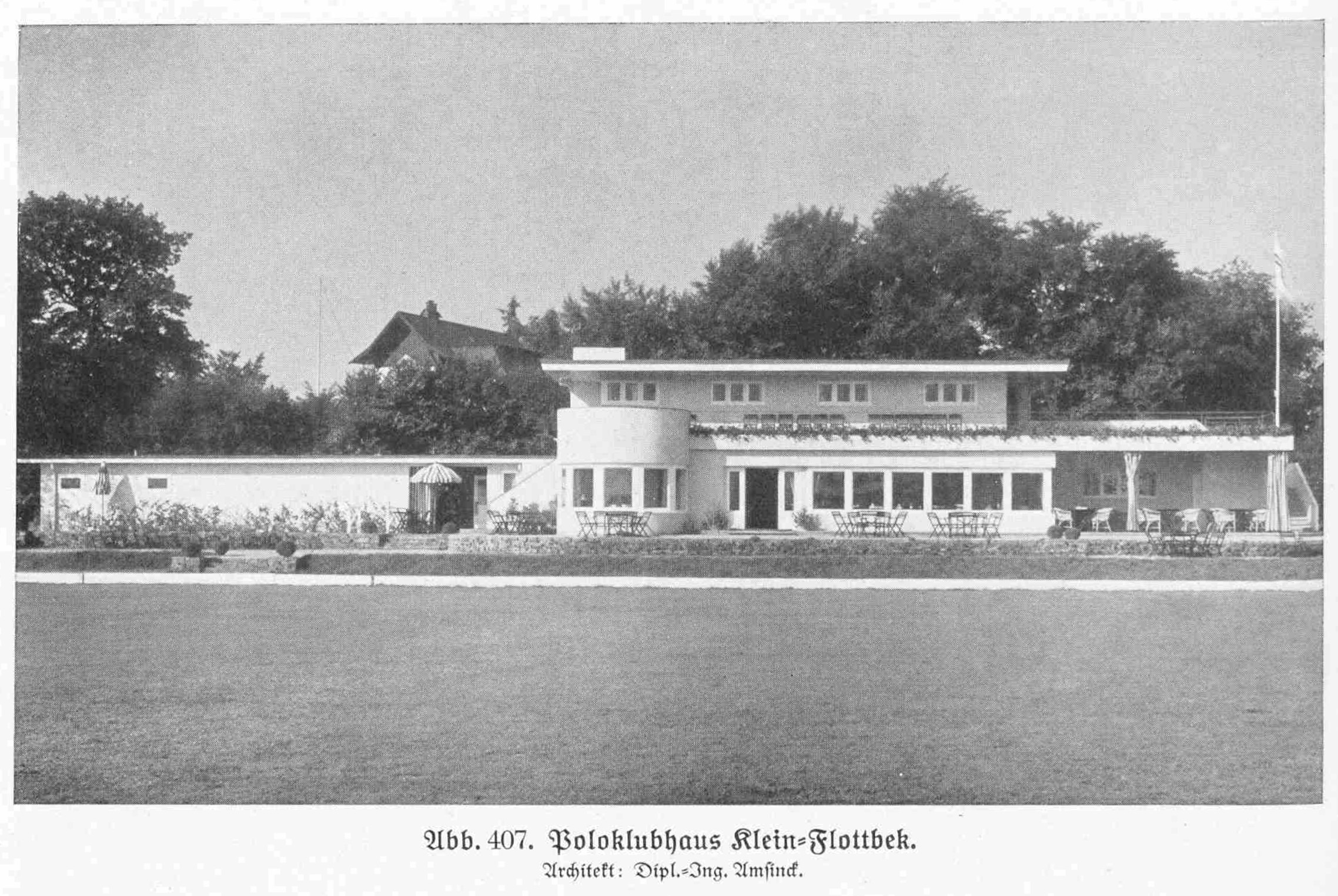
Clubhaus des Hamburger Polo Clubs

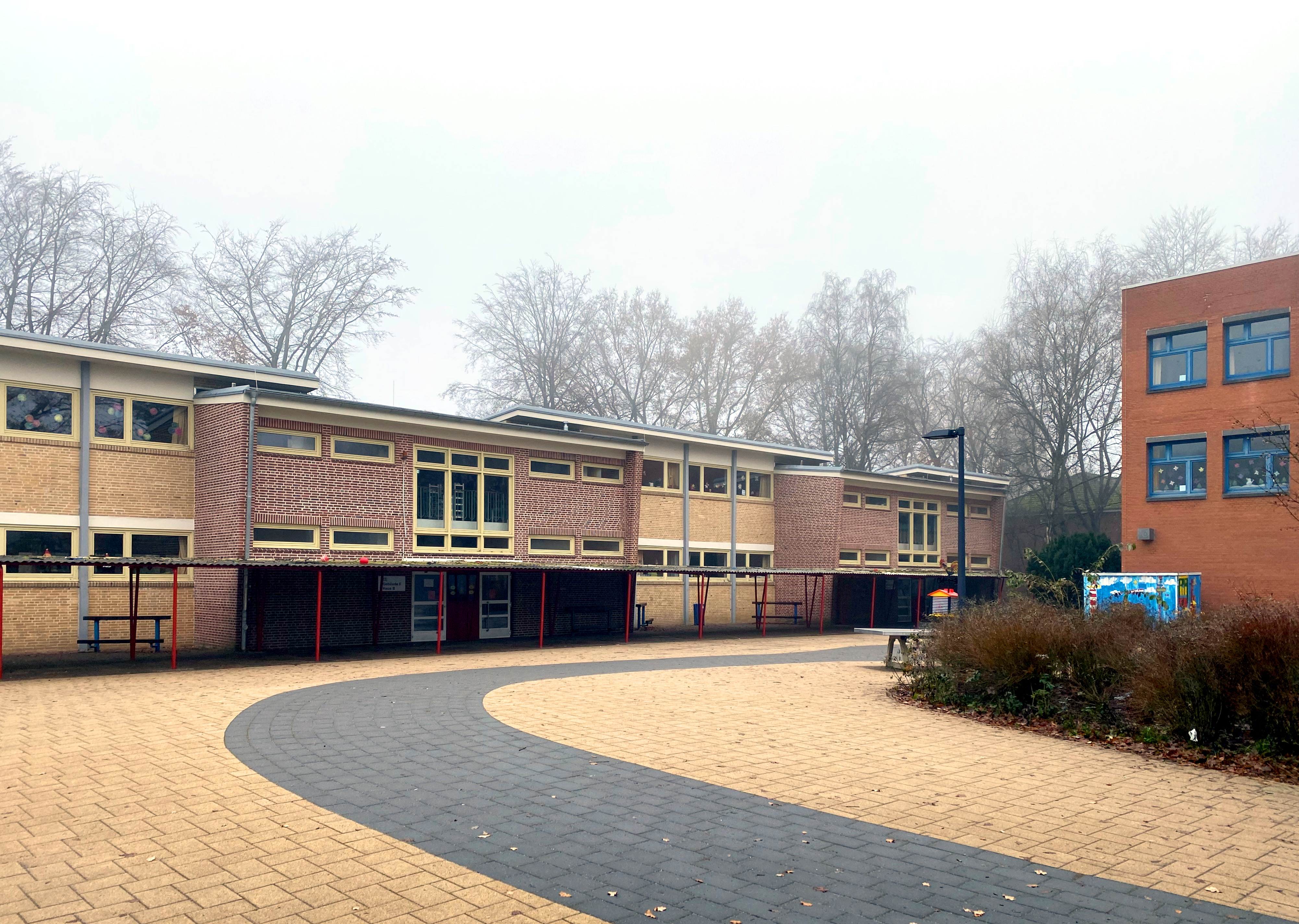
Schule Goosacker, Klassentrakt (links)

- 1927–1928: Clubhaus des Hamburger Polo Clubs, Jenischstraße 26, Hamburg-Osdorf[3]
- 1928–1929: Wohnhaus Kurt Sieveking, Dörpfeldstraße 39 in Hamburg-Osdorf[4]
- 1929–1930: Katholische Schule Danziger Straße, Hamburg-St. Georg (mit Bensel & Kamps)[5]
- 1930/1949: Katholische Kirche St. Paulus Augustinus, Hamburg-Groß Flottbek (mit Bensel & Kamps)[6]
- ab 1956: Schule Goosacker, Hamburg-Osdorf (mit Karl Peper und Hochbauamt Hamburg)[7]